# Togo
Togo, oficial Republica Togoleză (în franceză République Togolaise), este o țară din Africa de Vest, care se învecinează cu Ghana la vest, Benin la est și Burkina Faso la nord. În sud are ieșire la Oceanul Atlantic, la Golful Guineii, unde se află capitala Lomé.

## Istorie
Articol principal: Istoria Republicii Togoleze

### Explorări în Evul Mediu
Regiunea de coastă a fost explorată prima dată de către portughezi între secolele XV - XVI. Din această epocă încep misiunile catolice auxiliare iar din secolul al XVIII-lea misionari protestanți își fac simțită prezența în peisajul spiritual din estul Africii.
La fel ca în marea majoritate a continentului negru la acea dată, comerțul de sclavi este una dintre cele mai profitabile afaceri din zonă.

### Colonie
În 1860 se stabilesc aici marseillezi dar Convenția de la Berlin din 1855 împarte această parte a Africii între cele trei mari puteri coloniale: Franța, Marea Britanie și Germania. Aceștia au stăpânit până în 1918 când ceilalți doi colonizatori, Marea Britanie și Germania, oferă țara francezilor cu titlul de daune de război.

### Independența
Colonia Franceză a devenit Republica Togo in anul 1960. Primul președinte a fost Sylvanus Olympio (1901-1963), care și-a început mandatul imediat după câștigarea independenței. Când a refuzat să lase 626 de veterani togolezi în armata franceză, aceștia l-au îndepărtat de la conducere în urma unei lovituri de stat în 13 ianuarie 1963, fiind ucis a doua zi. 

### Istoria președinților
Nicolas Grunitzky (1913-1969) a fost instalat ca președinte în 1963, iar după 4 ani a fost înlăturat în urma unei lovituri de stat militare. Grunitzky părăsește țara și moare într-un accident de mașină în Coasta de Fildeș.
Următorul președinte, Generalul Gnassingbe Eyadéma, instalat ca lider militar în anul 1967, a fost cel mai longeviv politician al Africii aflat în această poziție. Acesta a fost aproape învins în alegerile din 1998 de Gilchrist Olympio, fiul lui Sylvanus Oylympio. Eyadèma este reales în 2003 după modificarea constituției togoleze în vederea îndepărtării limitelor mandatelor prezidențiale. Generalul a decedat în 5 februarie 2005.

### Statul în prezent
Atenție! Această parte conține evenimente în curs de desfășurare care pot să se schimbe de la o zi la alta.
Conform constituției, la conducerea statului i-a urmat fiul său, Faure Eyadéma, urmând astfel o tradiție de dictatură familială. Se știe că Faure nu a fost prezent la anunțul făcut de conducătorul parlamentului prin care îi revenea funcția supremă, fiind plecat din țară. Orașele togleze sunt asaltate de diferite organizații internaționale a drepturilor omului. Din moment ce majoritatea ajutoarelor bilaterale și multilaterale către Togo sunt înghețate, Uniunea Europeană a inițiat un plan de dezvoltare și ajutorare a Republicii Togleze la sfârșitul anului 2004.

## Politică
Articol principal: Politica Republicii Togoleze

### Date generale
Tranziția republicii spre democrație este stagnantă. Instituțiile sale democratice sunt foarte fragile. Președintele Gnassingbé Eyadéma a condus republica Togo sub sistemul partidului unic pentru aproape 25 din cei 37 de ani în funcție. A fost figura dominantă și a controlat forțele de securitate.
Sistemul judiciar este modelat după cel francez. Din motive administrative, Togo este divizat în treizeci de prefecturi fiecare având numit câte un prefect.

### Guvenare
- Denumirea statului
  - forma lungă convențională: Republica Togoleză
  - forma scurtă convențională: Togo
  - forma lungă locală: Republique Togolaise
  - forma scurtă locală: nici una
  - nume anterior: Togoland-ul Francez

- Independența
  - 27 aprilie 1960 (de la Franța - administrată de Națiunile Unite)

- Ziua națională
  - Ziua independenței 27 aprilie (1960)

- Formă de guvernământ
  - Republică - tranziție spre guvernare pluripartid

- Constituție
  - Constituție pluripartid aprobată de Înaltul Consiliu al Republicii în 1 iunie 1992 și adoptată prin referendum public în 27 septembrie 1992

### Conducere
- Șeful statului: Președintele Faure EYADEMA (din 5 februarie 2005)
- Șeful guvernului: Primul ministru Eugene Koffi ADOBOLI (din mai 1999)
- Cabinet: Consiliul de miniștri numit de președinte și de primul ministru
- Alegeri: Președintele este ales prin vot popular pentru cinci ani; ultimele alegeri au avut loc în 2003 (pentru următoarele se preconizează anul 2008).
- Rezultate în ultimele alegeri: Gnassingbé EYADÉMA a fost reales președinte; rezultate:  Gnassingbé EYADÉMA 52.13%, Gilchrist OLYMPIO 34.12%, alții 13.75%. Gnassingbé Eyadéma a decedat în 5 februarie 2005 fiind urmat conform constituției de fiul său.

## Subdiviziuni
Articol principal: Regiunile Republicii Togoleze
Republica este divizată în cinci regiuni administrative: regiunea maritimă, regiunea de platou, regiunea centrală, regiunea Kara și regiunea Savanelor, plus capitala Lomé. Aceste regiuni sunt la rândul lor divizate în treizeci de prefecturi.

## Geografie
Articol principal: Geografia Republicii Togoleze

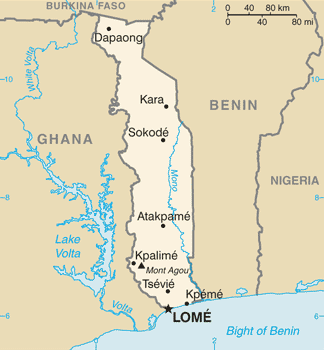
Harta politică a Republicii Togoleze (Togo). Harta conține însemnate și orașele importante.

Republica Togoleză este o țară africană cu o suprafață de 56 785 km². Lungimea sa este 600 km  și lățimea poate varia de la 50 la 150 km. Țara are o lungime a frontierelor de 1700 km cu Burkina Faso, Ghana și Benin și 50 km de coastă cu ieșire la Golful Guineea.  De notat este faptul că eroziunea este foarte importantă; de exemplu, în șase ani apa a avansat cu 140 de metri. Altitudinea maximă este în muntele Agou cu o culme de  984 m.

## Demografie
Articol principal: Demografia republicii togoleze
Populația de peste cinci milioane de persoane este formată din douăzeci și unu de grupuri etnice. Cele mai importante sunt Ewe în sud și Kabye în nord. Acestea și-au format chiar și propriile dialecte ale limbii franceze. Grupurile etnice de pe coastă, în special Ewe (aproape 21% din populație), constituie masa care ocupă serviciile publice, profesionale și de comerț în special datorită infrastructurii cu care a fost înzestrat sudul de către coloniști. Kabye (12 % din populație) locuiește în zone mărginașe și o mare parte au emigrat în sud pentru a-și găsi slujbe. Sensul lor istoric a avut loc în forțele armate și legale pe care continuă să le domine.

### Populația
- 5 018 502 locuitori

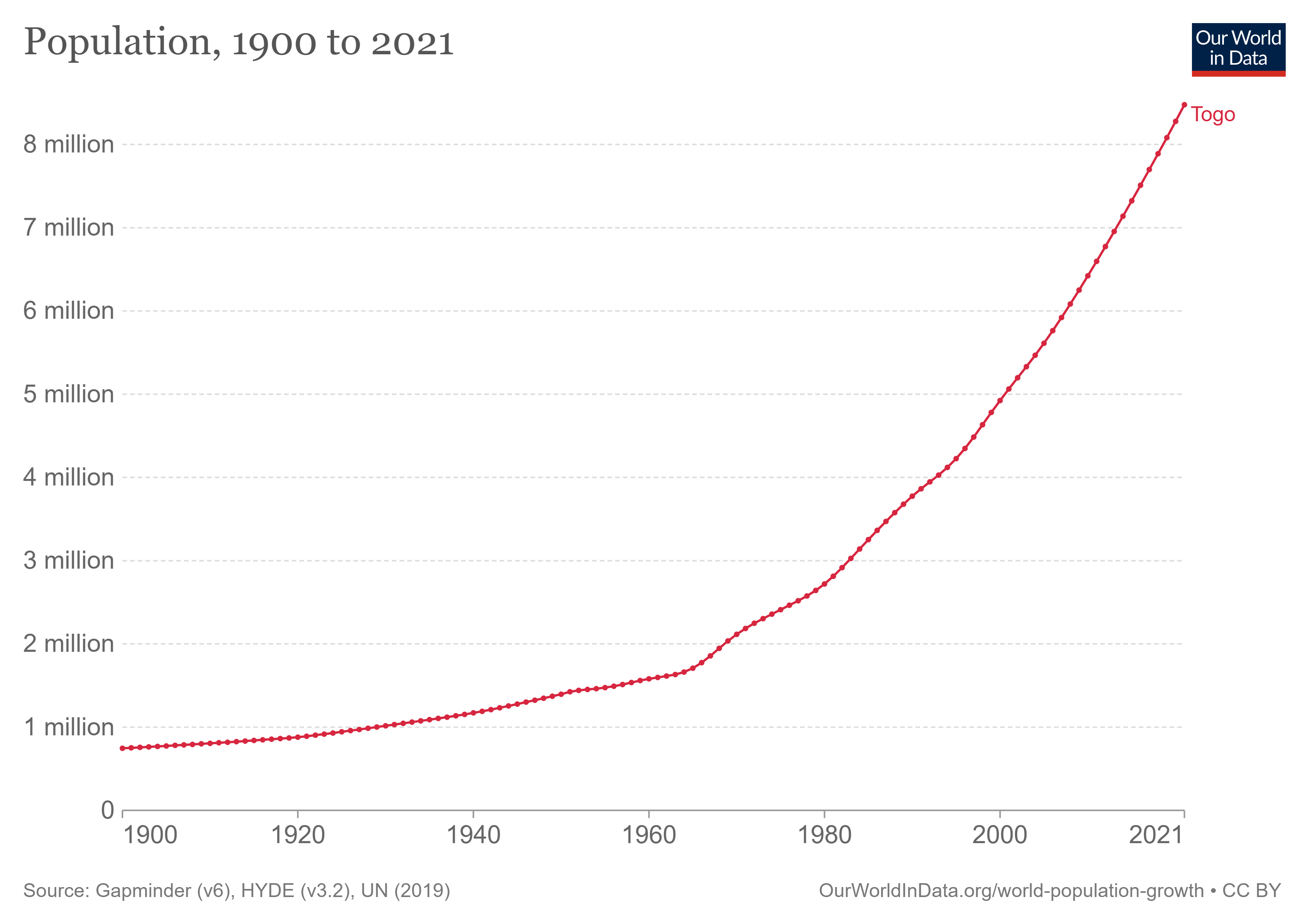
Grafic al evoluției demografice a populației Republicii Togo. Pe axa Y, numărul de locuitori în mii

notă: Estimările pentru această țară iau în considerare efectele mortalității cauzate de SIDA; aceasta poate rezulta într-o speranță de viață mai scăzută, rate de mortalitate și morbiditate crescute, populație scăzută. (estimat oficial iulie 2000)
- 5 556 812  locuitori

notă: (estimat 2004)
notă: În acest articol demografic vom folosi datele estimării din 2000

### Structura vârstelor
- 0-14 ani: 46% (bărbați 1,161,610; femei 1,153,877)
- 15-64 ani: 51% (bărbați 1,254,437; femei 1,327,306)
- 65 ani și peste: 3% (bărbați 53,101; femei 68,171)

### Sporul natural
- Rata de creștere : 2.7%
- Rata nașterilor: 38.02 nașteri/1,000 locuitori
- Rata mortalității: 11.18 decese/1,000 locuitori
- Rata mortalității infantile: 71.55 decese/1,000 nașteri vii
- Rata migrației: 0.16 migranți/1,000 locuitori

### Structura pe sexe
- femei: 49,3%
- bărbați: 50,7%

- la naștere: 1.03 bărbați/femeie
- sub 15 ani: 1.01 bărbați)/femeie
- între 15-64 ani: 0.95 bărbați/femeie
- 65 ani și peste: 0.78 bărbați/femeie
- populația totală: 0.97 bărbați/femeie

### Structura pe religii
- credințe populare 70%
- creștini 20%
- musulmani 10%

### Structura pe limba maternă
- Franceza (limba oficială și limba de negoț)
- Ewe și Gen (două limbi importante în Africa de sud)
- Kabye și Dagoma (două limbi importante în nord)

### Alte date
- Alfabetism
  - la vârsta de 15 ani se cunoaște scrisul și cititul
  - populația totală: 51.7%
  - bărbați: 67%
  - femei: 37% (estimativ 1995)
- Grupuri etnice
  - Africani nativi (37 de triburi; cele mai mari și mai importante: Ewe, Mina/Gen și Kabre) 99%
  - European și Sirian-Libanez mai puțin de 1%

## Cultură
Articol principal: Cultura Republicii Togoleze
În Togo sunt trei limbi curent folosite: franceza care este limba oficială și două dialecte, Ewe și Kabye. Vezi de asemenea: francofon.
Există diferențe religioase mari între locuitori. Se pot observa creștini, musulmani și cei care păstrează religia tradițională. Creștinismul a pătruns în aproximativ 25% din populație.
| Ziua          | Denumirea                    | Note                      |
| ------------- | ---------------------------- | ------------------------- |
| 1 ianuarie    | Anul Nou                     |                           |
| 13 ianuarie   | Ziua Eliberării Naționale    |                           |
| 24 ianuarie   | Ziua Eliberării Economice    |                           |
| 27 aprilie    | Ziua Independenței           | Sărbătoare națională      |
| 1 mai         | Ziua Internațională a Muncii |                           |
| 21 iunie      | Ziua Martirilor din Togo     |                           |
| 23 septembrie | Agresiunea teroriștilor      |                           |
| 25 decembrie  | Crăciunul                    | Nașterea lui Isus Cristos |

### Sărbători locale
Aceste sărbători nu sunt la nivel național ci doar local.
- Ianuarie :

Kamaka : sărbătoare tradițională Tem d'Assoli,
- Februarie :

Tislim-Lifoni Oboudam : sărbătoarea secerișului la Kéran,
- Martie :

Gadao : sărbătoarea secerișului la Tem de Tchaoudjo,
- Aprile :

Kurubi : sărbătoare religioasă a tinerelor fete din l'Oti,
- Iulie :

Evala : sărbătoare de inițiere: luptă în țara Kabyè,
- August :

Akpema : sărbătoare de inițiere a tinerelor fete în Kabyè,
Dzawuwu-Za : sărbătoarea secerișului în Ewé,
Hogbeza : sărbătoare tradițională a grupului Ewé din Yoto,
Sintou-Djandjaagou : sărbătoare istorică a Nawdeba și Lamba din Doufelgou,
Ayiza : sărbătoarea fasolei în Zio,
Odon-Tsu : sărbătoarea secerișului în l'Ogou,
Kilikpo : sărbătoarea secerișului în Tchamba,
Guingélé : sărbătoare tradițională în Kaboli.
- Septembrie :

Agbogbo-Za : sărbătoarea diasporei Ewé la Notsè,
D'pontr : sărbătoarea secerișului la Bassar,
Adzinuku-za : sărbătoarea secerișului la Vogan,
Epe-Ekpe : sărbătoarea noului an Guen la Aného,
- Noiembrie :

Sinkaring : sărbătoare de inițiere a grupului Kabyè de la Binah,
- Decembrie :

Habye : sărbătoare religioasă a grupului Kabyè de la Kozah (sărbătorită o dată la cinci ani),
Ovazu : sărbătoarea secerișului în țara Akposso-Akébou,
Tingban-Pab : sărbătoarea secerișului Moba din Tône.